# Diagoras von Melos
Diagoras von Melos (* um 475 v. Chr. in Melos; † nach 410 v. Chr.) war ein griechischer Sophist und Lyriker, der auch als Gesetzgeber wirkte und gegen Ende des 5. Jahrhunderts vor Christus lebte. Manchmal wird ihm der Beiname der Atheist hinzugefügt.
Diagoras trat zuerst um 425 v. Chr. als Gesetzgeber der Stadt Mantineia in Erscheinung, wo die von ihm mit ausgearbeitete demokratische Verfassung als vorbildlich galt. Die bei der Reform vorgenommene Stärkung der demokratischen Elemente führte im Jahr 418 v. Chr. zu einem bündnispolitischen Umschwung zugunsten Athens.
Als Dichter schrieb Diagoras zunächst religiös inspirierte Lyrik. Im Jahr 423 v. Chr. war er jedoch anscheinend bereits als Kritiker des Götterglaubens bekannt, da Aristophanes ihn als solchen in seiner Komödie Die Wolken zitiert.
Über den Grund seines Wandels zum Atheisten gibt es verschiedene Versionen. Eine Version sieht den Grund darin, dass Diagoras als Schüler des Demokrit überzeugt war von dessen Theorie, der zufolge religiöse Vorstellungen hervorgehen aus dem Schrecken über fürchterliche Naturerscheinungen. Eine andere besagt, dass er zum Atheisten wurde, als ein Schüler ihn bestahl und danach ein glückliches Leben lebte, anstatt von den Göttern für die Tat und das anschließende Leugnen derselben in einem falschen Schwur bestraft zu werden. Der Historiker Wolfgang Will hält es für möglich, dass erst die Versklavung seiner Heimatinsel Melos 416 v. Chr. die endgültige Hinwendung zum Atheismus auslöste.
Nachdem er als Reaktion auf die Gräuel in Melos Anfang 415 v. Chr. in einer viel beachteten Rede den für Athen auch wirtschaftlich bedeutsamen Kult der Demeter und Kore in Eleusis angegriffen hatte, wurde Diagoras von den Athenern noch im Frühjahr des Jahres wegen Gottlosigkeit zum Tode verurteilt (im selben Jahr, in dem auch Protagoras verbannt wurde). Da er noch Freunde in der Stadt besaß, konnte er jedoch vor der Vollstreckung nach Korinth fliehen. Nach einer weiteren Station in Pellene verlor sich seine Spur. Die Stele mit der Ächtung und dem Fahndungsaufruf war in Eleusis noch Jahrhunderte später zu besichtigen.
Nach seinem nicht näher überlieferten Tod zirkulierten zahlreiche Anekdoten, die Diagoras zum berühmtesten Atheisten der Antike stempelten. Nach der gängigen Legende, in der Dichtung und Wahrheit nur mehr schwer zu unterscheiden sind, polemisierte Diagoras gegen die orthodoxe Religion seiner Zeit und leugnete Wunder. Er soll einmal das hölzerne Abbild eines Gottes ins Feuer geworfen haben, mit den Worten, die Gottheit sollte sich doch durch ein Wunder selbst retten.
Cicero überliefert eine Anekdote, die Diagoras’ atheistische These „Die Götter kümmern sich nicht um menschliche Angelegenheiten“ illustriert: Ein Freund zeigt Diagoras Votivtafeln mit der Darstellung von Menschen, die Schiffbruch erlitten haben und daraus gerettet worden sind. Auf die Frage, ob er daraus nicht erkenne, dass die Götter sich sehr wohl um die Menschen kümmern, antwortet Diagoras: „Ja. Aber nirgends sind die Menschen dargestellt, die nicht aus Seenot gerettet wurden, sondern im Meer umgekommen sind.“
Die ausführlichste biografische Würdigung des Diagoras hat zuletzt Wolfgang Will in seinem Band über den Untergang von Melos vorgelegt.